# Nationalmuseum Kamphaeng Phet
Das Nationalmuseum Kamphaeng Phet (Thai พิพิธภัณฑสถานแห่งชาติ กำแพงเพชร) ist ein thailändisches Nationalmuseum in Kamphaeng Phet.

## Lage
Das Nationalmuseum Kamphaeng Phet liegt innerhalb der Stadtmauern der Altstadt von Kamphaeng Phet inmitten eines lichten Waldes. Dicht nebenbei liegen der Wat Phra Kaeo und der Wat Phra That, die beiden wichtigsten Tempelanlagen der Stadt. 

## Baugeschichte
Das Nationalmuseum Kamphaeng Phet wurde offiziell am 19. März  1971 durch den Minister Mr.Sukit Nimanhemindra eröffnet.

## Sehenswürdigkeiten
Neben sehr interessanten Buddha-Statuen gibt es hier eine bronzene Shiva-Skulptur zu sehen, die aus dem Jahr 1510 datiert. Das Kunstwerk zeigt, wie wichtig auch nach der Übernahme des Buddhismus im seinerzeitigen Siam die Hindukultur gewesen ist. Ihr Kopf und ihre Hände wurden im Jahr 1886 von einem deutschen Händler namens Rastmann abgetrennt. Bevor er sie außer Landes bringen konnte, wurden sie aber konfisziert und wieder mit dem Rumpf zusammengeführt. Stattdessen ließ König Rama V. (Chulalongkorn) eine Replik anfertigen, die er dem deutschen Kronprinzen schenkte und die heute im Museum für Asiatische Kunst in Berlin ausgestellt wird.
Daneben bilden Alltagsgegenstände und Artefakte aus Kamphaeng Phet und der Umgegend sehenswerte Exponate, die dem Besucher nebenbei auch die Lebensart der hier siedelnden Bergvölker nahebringt. Auch eine Nachbildung der Altstadt ist ausgestellt.